# メトロ・パシフィック・インベストメンツ
メトロ・パシフィック・インベストメンツ(Metro Pacific Investments Corporation)は、ファースト・パシフィックの子会社のメトロ・パシフィック・ホールディングスが所有し、フィリピンを拠点とする投資信託系持株会社。フィリピン総合指数構成銘柄。
上下水道、不動産、インフラなどの事業を行っている。フィリピン国内の幾つかの病院にも投資している。
同社のモットーは、"Lets Move Forward"。

## 子会社
- ビーコン・エレクトリック・アセット・ホールディングス - フィリピン長距離電話との協業体、マニラ電力の42.6%の企業支配権を保有している。
- DMCI–MPIC水道会社- DMCIホールディングス（英語版）との共同事業体、マイニラッド・ウォーター・サービス（英語版）の83.96%の株式を所有している。
- メトロ・パシフィック・トールウェイ - マニラ・ノース・トールウェイ、ファースト・フィリピン・インフラストラクチャ・デペロップメント、スービック-クラーク-タルラック高速道路（英語版）北ルソン高速道路（英語版）を運営するトールウェイズ・マネジメントなどを所有している。
- イースト・マニラ・ホスピタル・マネージャーズ (EMHMC) - ルルドの聖母病院を運営している。
- コリナス・ベルデス・ホスピタル・マネージャーズ (CVHMC) - カーディナル・サントス・メディカル・センターを運営している。

## 運営する病院
- ルルドの聖母病院、マニラ (20年間貸借、EMHMC)
- ダバオ医師病院（英語版） (34%)
- リバーサイド・メディカルセンター、バコロド
- アジアン・ホスピタル・アンド・メディカルセンター（英語版）、モンテンルパ
- カーディナル・サントス・メディカルセンター、サンフアン (CVHMC)
- マカティ・メディカルセンター（英語版）、マカティ

## 註
1. 1 2  “Metro Pacific expects net income to rise 30%”.  Manila, Philippines:  The Philippine Star. 2010年5月23日閲覧。
2. ↑  Metro Pacific Investments Corporation retrieved May 2, 2013